# Partido Wafd
O Partido Wafd (em árabe: Hizb al-Wafd حزب الوفد) foi um partido político nacionalista egípcio fundado em 1919 e que afirma-se ter sido o partido mais popular e influente na política do Egito desde a década de 1920 até o início da década de 1950. Durante este tempo, foi fundamental para o desenvolvimento da Constituição de 1923, e apoiou a mudança do domínio dinástico para uma monarquia constitucional no país, onde o poder seria exercido por um parlamento nacional democraticamente eleito.

## Dissolução
O partido foi dissolvido em janeiro de 1953 após desdobramentos da Revolução Egípcia de 1952 liderada e vencida por Gamal Abdel Nasser, que tornou-se presidente do Egito e decidiu por derrubar todos os agentes políticos associados ao período colonial britânico no país, do qual o Estado egípcio comandado pelo partido foi considerado um fantoche político à serviço dos interesses do Reino Unido.

## Renascimento
Trinta anos depois, em 1983, o Novo Partido Wafd (em árabe: Hizb al-Wafd al-Jadid حزب الوفد الجديد) foi fundado, seguindo a linha nacionalista similar à organização partidária original.